# Doubravice u Strakonic

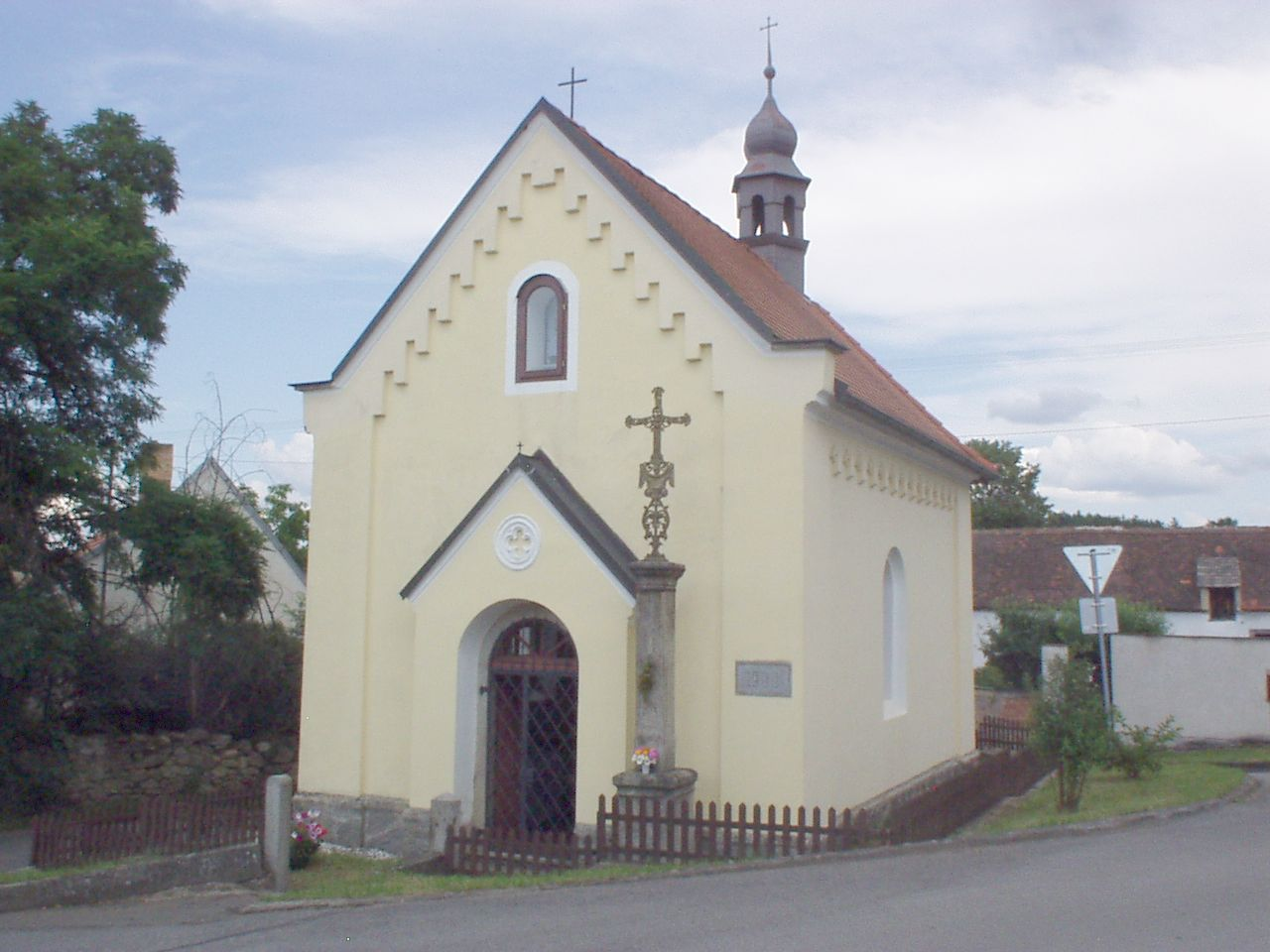
Kapelle in Doubravice

Doubravice [ˈdɔʊbravɪt͡sɛ] (deutsch Daubrawitz) ist eine Gemeinde in Tschechien. Sie liegt acht Kilometer südlich von Blatná in Südböhmen und gehört zum Okres Strakonice.

## Geographie

### Geographische Lage
Doubravice liegt rechtsseitig über der Mulde des Baches Brložský potok auf einer Hochfläche im Hügelland Blatenská pahorkatina. Das Dorf wird von zahlreichen Teichen umgeben, von denen der Nahošín, der Kovašín, der Kořenský rybník, der Cky und der Mastek die größten sind. Nördlich erhebt sich der Na Borkách (554 m), im Osten der Pavlovec (553 m), südlich der Obrň (562 m), im Südwesten der Hřeben (597 m) sowie westlich die Míšná hora (556 m).

### Gemeindegliederung
Die Gemeinde Doubravice besteht aus den Ortsteilen Doubravice (Daubrawitz) und Nahošín (Nahoschin).

### Nachbargemeinden
Nachbarorte sind Lažánky, Jindřichovice, Chvalov und Milčice im Norden, Na Sázkách, Lažany und Kořenský Mlýn im Nordosten, Hradec, Rojice und Láz im Osten, Chrášťovice im Südosten, Třebohostice, V Horách und Zadní Zborovice im Süden, Chalupy und Hlupín im Südwesten, Mečichov, Nahošín und Katovsko im Westen sowie Bratronice, Čečelovice und Záboří im Nordwesten.

## Geschichte
Die erste schriftliche Erwähnung von Doubravice erfolgte 1357 zusammen mit Třebohostice, als Bašek von Blatná beide Dörfer von seinem Onkel Wilhelm von Strakonitz erwarb. Später wurde Doubravice wieder von der Herrschaft Blatná abgetrennt und an die Johanniterkommende Strakonice verkauft. Bei der Einteilung der Kommende Strakonice in elf Schultheißenämter gehörte Doubravice ab 1569 zusammen mit Mečichov, Nahošín und Katovsko zum siebten Amt. In der berní rula von 1654 sind für Doubravice 16 Bauernwirtschaften und ein Chalupner ausgewiesen. Von den Bauern waren zehn altansässig, einer der Höfe war neu besetzt und vier lagen wüst. Die Frondienste waren zunächst auf dem Hof Katowsko abzuleisten und nach dessen Verkauf an die Gutsherrschaft Bratronitz auf dem Hof Krt. Im Jahre 1840 bestand Daubrawitz aus 53 Häusern mit 317 Einwohnern. Pfarrort war Zaboř. Bis zur Mitte des 19. Jahrhunderts blieb Daubrawitz immer der Herrschaft Strakonitz untertänig.
Nach der Aufhebung der Patrimonialherrschaften bildete Doubravice/Daubrawitz ab 1850 mit dem Ortsteil Nahošín eine Gemeinde in der Bezirkshauptmannschaft und dem Gerichtsbezirk Strakonice. Nachdem die Gemeinde die Errichtung eine Schule plante, wurde dieselbe jedoch auf Initiative von Wenzel Freiherr Enis von Atter und Iveaghe in Enis-Laschan errichtet und 1866 eingeweiht. Nahošín löste sich 1870 von Doubravice los und bildete eine eigene Gemeinde. Die Freiwillige Feuerwehr gründete sich 1902. Nach dem Ende des Zweiten Weltkrieges verließen sechs Familien Doubravice und übersiedelten in die Grenzgebiete. 1950 erhielt das Dorf eine Telefonverbindung, im Jahr darauf wurde es an das Elektrizitätsnetz angeschlossen. War bisher die Landwirtschaft die Haupterwerbsquelle der Einwohner, so führte die Industrialisierung von Strakonice und die Aufnahme einer Busverbindung zur Bezirksstadt dazu, dass in den 1950er Jahren immer mehr Einwohner gut bezahlte Arbeit in der Stadt fanden. Im Jahre 1954 pendelte fast jeder dritte Einwohner nach Strakonitz zur Arbeit auf dem Bau, in der Waffenfabrik oder der Fezfabrik. 1956 bildete sich eine landwirtschaftliche Genossenschaft mit 57 Mitgliedern. 14 Bauern lehnten die Kollektivierung ab und wirtschafteten zunächst weiter privat. 1964 wurden Nahošín und Lažany eingemeindet. Im selben Jahre eröffnete ein neuerbauter Kindergarten, ursprünglich war der Bau als Schule geplant. Seit der Schließung der Grundschule in Lažany findet der Unterricht in Záboří statt. Lažany wurde am 1. Jänner 1992 wieder eigenständig.

## Kultur und Sehenswürdigkeiten
- Kapelle in Doubravice, erbaut 1900–1902 anstelle eines Vorgängerbaus aus dem 17. Jahrhundert
- Nischenkapelle am nördlichen Ortsrand von Doubravice
- Denkmal für die Gefallenen des Ersten Weltkrieges in Doubravice
- Glockenturm in Nahošín
- Naturreservat Kovašínské louky, nordwestlich des Dorfes am Teich Kovašín